# Ďábelský Bart
Ďábelský Bart (v anglickém originále Bart the Daredevil) je 8. díl 2. řady (celkem 21.) amerického animovaného seriálu Simpsonovi. Scénář napsali Jay Kogen a Wallace Wolodarsky a díl režíroval Wes Archer. V USA měl premiéru dne 6. prosince 1990 na stanici Fox Broadcasting Company a v Česku byl poprvé vysílán 14. května 1993 na stanici ČT1.

## Děj
Simpsonovi se zúčastní srazu monster trucků, na kterém se objeví Truckasaurus, obří robotický dinosaurus, jenž rozdrtí jejich auto, když omylem vjedou do arény. Ve velkém finále rallye předvede legendární odvážlivec Lance Murdock smrtící kousek. 
Po tomto kousku je Murdock těžce zraněn a hospitalizován (kousek se mu sice povedl, ale jeho motorka spadla do nádrže se žraloky, když mával divákům), ale Barta to inspiruje k tomu, aby se stal odvážlivcem. 
Bart se zraní při pokusu přeskočit rodinné auto na skateboardu. V nemocnici doktor Dlaha ukáže Bartovi oddělení plné dětí, které se zranily při nebezpečných kouscích. Bart se nenechá odradit a dál provádí odvážné kousky a během třídního výletu do Springfieldské rokle oznámí, že příští sobotu přeskočí rokli na skateboardu. 
Líza ho přesvědčí, aby navštívil Murdocka v nemocnici, a doufá, že Barta od skoku přes rokli odradí, ale Murdock ho místo toho povzbudí. Homer trvá na tom, že skákání přes rokli je příliš nebezpečné, a Bartovi jej zakáže. 
Žádný z Homerových trestů ani argumentů Barta neodradí a ten se v sobotu do soutěsky vydá. Když se Bart chystá provést kaskadérský kousek, přijde Homer, pustí se do Barta a rozhodne se skočit soutěsku sám, aby mu ukázal, jaké to je, když někdo z rodiny zbytečně riskuje život. 
Bart nechce vidět, jak se kvůli němu otec zraní, a nakonec slíbí, že se přestane chovat jako odvážlivec; když Homer Barta s úlevou obejme, skateboard se omylem skutálí z kopce a přeletí rokli i s Homerem. Zdá se, že Homer bezpečně přejede, ale ztratí hybnost a během pádu se vrhne na několik rozeklaných skal, až dopadne na dno rokle. 
Homer je letecky převezen do sanitky, která narazí do stromu, což způsobí jeho další pád do rokle. Nakonec skončí v jednom nemocničním pokoji s Murdockem, kde mu řekne: „Jestli si myslíš, že máš odvahu, zkus vychovávat moje děti!“.

## Produkce
Epizodu napsali Jay Kogen a Wallace Wolodarsky a režíroval ji Wes Archer. Postava Lance Murdocka byla založena na Evelu Knievelovi, americkém motocyklovém odvážlivci a baviči, který se proslavil ve Spojených státech i jinde mezi koncem 60. a začátkem 80. let 20. století. Kogen, Wolodarsky a mnoho dalších členů štábu Simpsonových byli fanoušky Knievelových kaskadérských kousků a Wolodarsky označil Ďábelského Barta za svou nejoblíbenější epizodu mezi díly, které pro Simpsonovy napsal, protože je „blízká a drahá“ jeho srdci.
V epizodě se poprvé v seriálu objevuje doktor Dlaha. V původním Kogenově a Wolodarského scénáři k epizodě Ďábelský Bart byla Dlahova žena jménem Julia Dlahová (v anglickém originále Hibbert), kterou pojmenovali po komediální herečce Julii Sweeneyové (Hibbert bylo v té době její příjmení, díky sňatku). Když stanice Fox přesunula Simpsonovy do čtvrtečního hlavního vysílacího času, aby mohli konkurovat nejlépe hodnocenému seriálu The Cosby Show společnosti National Broadcasting Company, rozhodli se scenáristé místo toho udělat z Dlahy parodii na postavu Billa Cosbyho Dr. Cliffa Huxtabla.
Epizoda byla původně příliš krátká na odvysílání, a tak Al Jean a Mike Reiss napsali výplňovou krátkou část, parodii na kreslené krátké filmy ze 40. let 20. století s názvem Nazis on Tap. V tomto krátkém filmu měl mimo jiné pan Burns vyrábět ve své letecké továrně letadla pro válečné účely, Bartovy špičaté vlasy měla nahradit špičatá čepice Jughead a Vočko Szyslak měl být pes. Mattu Groeningovi se dílo zdálo příliš podivné a zrušil ho, protože se domníval, že je příliš brzy na to, aby divákům představil něco tak ujetého. Zvukový záznam z díla zveřejnil na internetu kreslíř příběhů Simpsonových John Mathot v roce 2006. Designér postav Simpsonových Phil Ortiz upravil krátký film jako čtyřstránkový komiks a 2. června 2016 rozdával jeho kopie na veletrhu Wizard World Philadelphia.
Po této epizodě měl premiéru videoklip k singlu „Do the Bartman“. 

### Scéna ve Springfieldské rokli
Na tento díl se v průběhu seriálu odkazovalo v mnoha klipech a retrospektivních epizodách, zejména scéna Homera padajícího Springfieldskou roklí se stala jedním z nejpoužívanějších klipů Simpsonových. Ve scéně Homer padá na skateboardu z útesu, odráží se od stěn útesu a nakonec přistane na dně, kde mu skateboard přistane na hlavě. Poté, co je na vrcholu útesu naložen do sanitky, sanitka narazí do stromu a nosítka se vyvalí ven, což způsobí, že Homer opět spadne z útesu. 
Scéna se poprvé objevila mimo Ďábelského Barta v epizodě 4. řady Tak takhle to dopadlo. V tomto dílu jsou vidět další záběry, jak Homer podruhé skáče ze skály a poté, co dopadne na dno, mu nosítka přistávají na hlavě. Navzdory všeobecnému přesvědčení nebyl druhý pád z rokle (končící tím, že Homera zasáhnou nosítka) vymazanou scénou z dílu Ďábelský Bart, ale scénou animovanou výhradně pro klipový díl. Na scénu se odkazuje také v parodické epizodě Cena smíchu z 11. řady, která se odehrává „v zákulisí“. Po scéně, která obsahuje i přidanou názornější animaci nárazu Homera do rozeklaných skal na dně rokle, následuje jeho zotavování z pádu, při kterém se stává závislým na lécích proti bolesti.
V dílu 13. řady Telecí léta, když se rodina snaží zjistit, proč Homer nemůže přestat křičet poté, co byl zhypnotizován, se Homerovi vybaví jeho největší okamžik: skok do Springfieldské rokle. Líza Homera přeruší slovy: „Všichni už mají té vzpomínky plné zuby.“, čímž naráží na skutečnost, že tato scéna byla tolikrát zmiňována. Na scénu se odkazuje také ve Speciálním čarodějnickém dílu 14. řady, v níž do rokle spadne velké množství Homerových klonů vytvořených v této epizodě.
Na Ďábelského Barta se opět odkazuje taktéž v Simpsonových ve filmu, když Bart a Homer přeskakují Springfieldskou rokli na motorce, a když přistávají na druhé straně, je v pozadí vidět sanitka z tohoto dílu, stále rozbitá o strom. Na tuto scénu se odkazuje také v epizodě Griffinových Griffinovi ve Springfieldu, kde Homer a Peter Griffin spadli na Zemi v Kangově a Kodosině lodi a během jejich souboje přeskočí rokli.

## Kulturní odkazy
Na začátku epizody sledují Líza, Bart a Bartovi přátelé profesionální wrestling. Ruský zápasník v ringu, Rasputin, je pojmenován po mystikovi Grigoriji Rasputinovi. Monstrózní kamion na rallye, Truckasaurus, je parodií na monstrózní kamion Robosaurus. V nemocnici doktor Dlaha ukazuje Bartovi pacienta, který se pokoušel létat jako Superman. Písnička, kterou si Otto brouká při řízení školního autobusu, je „Shoot You In The Back“ z alba Ace of Spades od britské rockové skupiny Motörhead. 
Lance Murdock je parodií na slavné odvážlivce, jako jsou Evel Knievel a Matt Murdock, alter ego superhrdiny Daredevila z komiksů společnosti Marvel. Bartův pokus o skok přes Springfieldskou rokli je odkazem na Knievelův pokus o skok přes kaňon Snake River u Twin Falls v Idahu v roce 1974 na stroji Skycycle X-2. Bart, který se v dálce objeví ve Springfieldské rokli, vychází z nástupu Omara Sharifa ve filmu Lawrence z Arábie.

## Přijetí
V původním americkém vysílání se díl umístil v týdnu od 3. do 9. prosince 1990 na 20. místě v žebříčku sledovanosti agentury Nielsen, čímž se Simpsonovi stali nejsledovanějším televizním seriálem stanice Fox v tomto týdnu. V rámci propagace seriálu Simpsonovi zpívají blues měl krátce po prvním vysílání této epizody premiéru videoklip k hlavnímu singlu alba, písni „Do the Bartman“.
V rozhovoru, který poskytl časopis Entertainment Weekly v roce 2000 při příležitosti desátého výročí seriálu, Groening označil Ďábelského Barta za svou nejoblíbenější epizodu seriálu a za nejvtipnější moment seriálu vybral scénu, ve které je Homer naložen do sanitky a poté z ní vypadne.
Po odvysílání epizoda získala pozitivní hodnocení kritiků. Michael Moran z deníku The Times díl označil za třetí nejlepší v historii seriálu. Colin Jacobson z DVD Movie Guide si díl užil a o jejím úvodu prohlásil, že „každá epizoda, jež začíná genialitou, jakou je Truckasaurus, musí být dobrá“. Líbila se mu slušná morálka, kterou díl zkoumá, a závěr označil za „skvělý“, což z něj dělá „konzistentně dobrou epizodu“.
Jeremy Kleinman z DVD Talku považoval Ďábelského Barta za jeden ze svých nejoblíbenějších dílů řady. Scény s odvážlivcem mu připadaly vtipné, ale ocenil i scény epizody s „opravdovým srdcem“. Kleinman na závěr poznamenal, že díl pomáhá Simpsonovým odlišit se od ostatních animovaných a hraných sitcomů tím, že se více zaměřuje na vztahy mezi postavami než „jen na humornou týdenní zápletku“. Ve své knize Doug Pratt's DVD recenzent DVD a přispěvatel časopisu Rolling Stone Doug Pratt vybral epizodu jako jednu z nejvtipnějších v seriálu. Scenáristé Simpsonových Jay Kogen a Wallace Wolodarsky pro knihu I Can't Believe It's a Bigger and Better Updated Unofficial Simpsons Guide poznamenali, že pasáž Ďábelského Barta, v níž Homer spadne do rokle, je ta, kterou si „každý pamatuje“, a poznamenali, že „v tu chvíli už je mnohem hloupější“. Kogen také považuje epizodu za svou nejoblíbenější z těch, které napsal.